# Tom Engelman
Tom Engelman est un producteur de cinéma américain.

## Biographie
Tom Engelman a fait des études d'art dramatique et d'anglais à l'université Stanford. Il participa au développement de films comme Big, La Mouche ou encore Broadcast News.
En 1986, il est nommé directeur du développement aux Productions Laurence Mark où il supervise la production, entre autres, de Working Girl ou encore La Veuve noire.
En 1993, il écrit et produit Meurtre par intérim (The Temp) réalisé par Tom Holland. Puis, il rejoint Interscope Communications et débute comme producteur avec Terminal Velocity de Deran Sarafian. Puis, il continue avec le téléfilm biographique The Three Stooges et le film Blanche-Neige : Le Plus Horrible des contes de Michael Cohn, qui vaudra deux nominations pour Sigourney Weaver aux Emmy Awards et aux Screen Actors Guild Awards.
En 2000, il produit le film Pitch Black, un film d'action et de science-fiction qui révéla Vin Diesel.
En 2002, il produit pour Radar Pictures, le film Le Peuple des ténèbres.

## Filmographie

### Producteur
- 1993 : Meurtre par intérim (The Temp) de Tom Holland (Producteur)
- 1994 : Terminal Velocity de Deran Sarafian (Producteur)
- 1997 : Blanche-Neige : Le Plus Horrible des contes (Snow White: A Tale of Terror) de Michael Cohn (Producteur)
- 2000 : Into Pitch Black de M. David Melvin (Téléfilm – Producteur délégué)
- 2000 : Pitch Black de David Twohy (Producteur)
- 2000 : The Three Stooges de James Frawley (Téléfilm – Producteur délégué)
- 2002 : Le Peuple des ténèbres (They) de Robert Harmon (producteur)
- 2003 : Le Dernier Samouraï (The Last Samurai) d'Edward Zwick (producteur)
- 2004 : Les Chroniques de Riddick (The Chronicles of Riddick) de David Twohy (coproducteur délégué)
- 2006 : Alone with Her d'Eric Nicholas (producteur)

### Scénariste
- 1993 : Meurtre par intérim (The Temp) de Tom Holland (Producteur)